# Китова птица
Китова птица или прион (Pachyptila salvini), е вид птица от семейство Буревестникови (Procellariidae).

## Разпространение
Видът е разпространен в Австралия, Нова Зеландия, Перу, Френски южни и антарктически територии, Чили и Южна Африка.